# Uno Hildén
Uno Alarik Hildén, född 4 april 1890 i Ingå, död där 2 februari 1951, var en finländsk jordbrukare och politiker. 
Hildén, som avlade agronomexamen 1917, var en av det nylandssvenska jordbrukets främsta förtroendemän. Han var i två repriser (1930–1933 och 1936–1945) ledamot av Finlands riksdag, där han tillhörde Svenska folkpartiets högerflygel. Han innehade ett flertal förtroendeposter i hemkommunen.